# Уотсон, Остин
О́стин Уо́тсон (англ. Austin Watson; род. 13 января 1992, Анн-Арбор, Мичиган, США) — американский хоккеист, нападающий клуба НХЛ «Тампа-Бэй Лайтнинг».

## Клубная карьера

### Юниорская карьера
В юности Уотсон участвовал в Международном хоккейном турнире Pee-Wee в Квебеке в 2005 году вместе с юниорской хоккейной командой «Detroit Compuware Ambassadors».  С ней за 81 матч он набрал 138 очков. На драфте ОХЛ был выбран под 36-м номером командой «Уинсор Спитфайрз».  Уотсон в то время удивил людей своим быстрым катанием и умной игрой. За 105 игр в «Уинсоре» Остин набрал 63 очка, а также стал обладателем Мемориального Кубка. 11 января 2010 года «Спитфайрз» обменяли Уотсона в «Питерборо Питес».  Эта сделка пошла ему на пользу, так как он получил больше игрового времени в новой команде.
9 января 2012 года «Питерборо» обменяли Остина в «Лондон Найтс». 

### Профессиональная карьера

#### Нэшвилл Предаторз
Перед Драфтом НХЛ Уотсон котировался с 12-го по 25-е место и в итоге был выбран «Нэшвиллом» под общим восемнадцатым номером.
С 2011 по 2015 год стабильно играл в фарм-клубе «Нэшвилл Предаторз» — «Милуоки Эдмиралс». Первую игру в НХЛ за «Нэшвилл» провёл 7 апреля 2012 года против «Чикаго Блэкхокс», а первую шайбу забросил 23 апреля 2012 года в ворота «Калгари Флэймз».  Уотсон стал постоянным игроком «хищников» в сезоне НХЛ 2015/16, сыграв в 57 играх и набрав в них 10 очков. В 2017 году вместе с «Предаторз» дошёл до Финала Кубка Стэнли, набрав в плей-офф 9 очков в 22 встречах. 24 июля 2017 года «Нэшвилл» повторно подписали Остина на трёхлетний контракт на общую сумму $ 3,3 млн. 

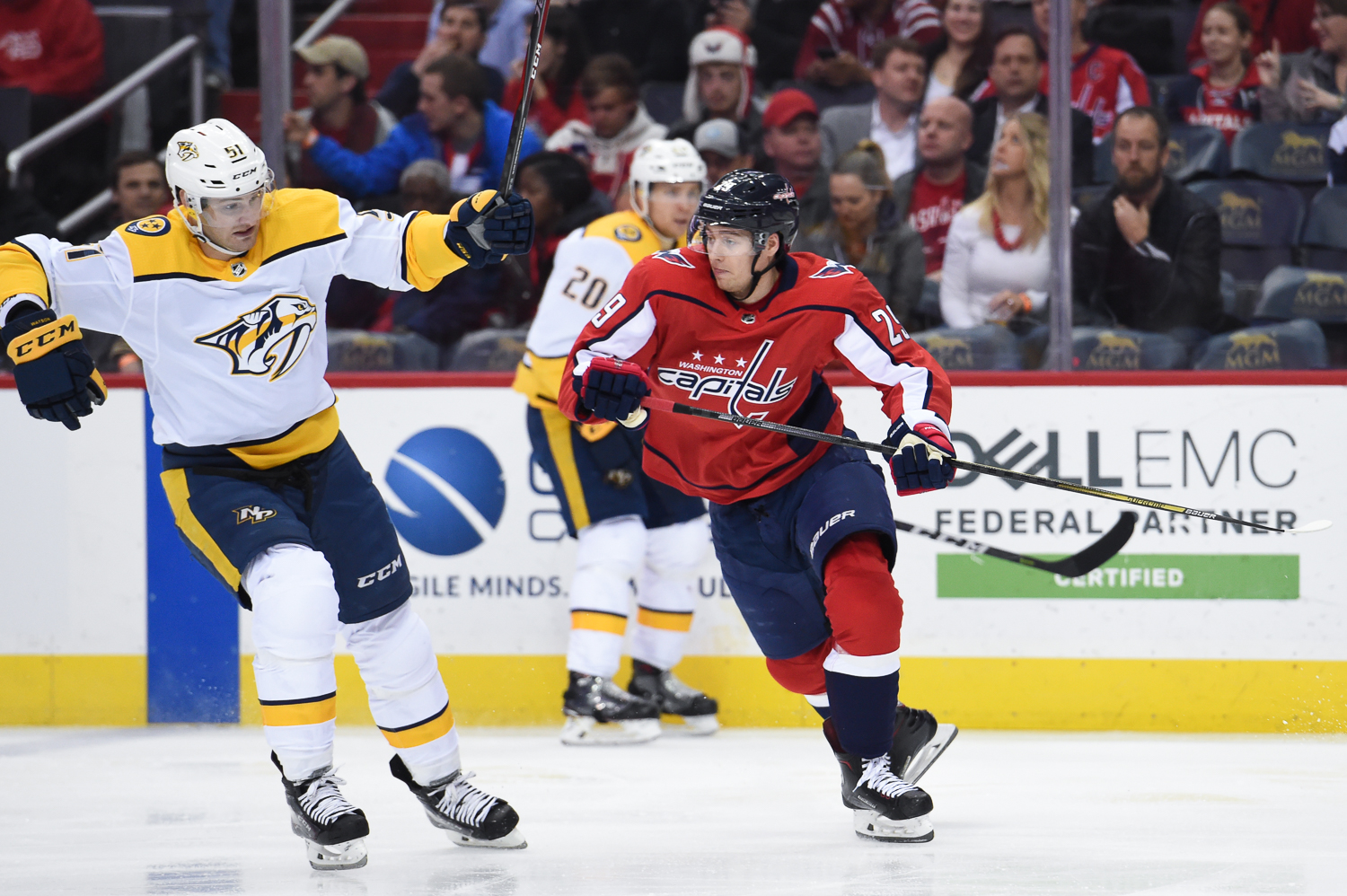
Уотсон (слева) в составе «Предаторз» в 2018 году

Уотсон пропустил первые 18 игр сезона 2018/19 из-за дисквалификации по причинам, не связанным с хоккеем, а 29 января 2019 года Уотсон был отстранён на неопределенный срок от матчей из-за проблем с алкоголем. После прохождения программы НХЛ по борьбе со злоупотреблением психоактивными веществами Уотсон 25 марта был направлен в «Милуоки Эдмиралс». Вскоре он был отозван «Нэшвиллом» после того, как забил четыре гола в двух играх за «Милуоки». 
29 января 2019 года  31 октября «Предаторз» продлили соглашение с Уотсоном на 3 года на общую сумму $ 4,5 млн. 

#### Оттава Сенаторз
10 октября 2020 года был обменян в «Оттаву Сенаторз» на выбор в 4-м раунде Драфта НХЛ 2021 года. Он был нападающим четвертого звена, а также при игре в меньшинстве. 13 февраля 2022 года Уотсон был дисквалифицирован на две игры за блокировку защитника «Бостон Брюинз» Джека Ахкана. В первом сезоне за «сенаторов» набрал 10 (3+7) очков в 34 встречах при 40 минут штрафа.
В сезоне 2022/23 провёл 75 встреч и набрал 11 (9+2) очков при 123-х минутах штрафа, что стало пятым показателем среди игроков НХЛ в этом сезоне. По окончании контракта покинул команду.

#### Тампа-Бэй Лайтнинг
24 августа 2023 года подписал просмотровый контракт с «Лайтнинг», а 9 октября подписал полноценный однолетний контракт на сумму $ 776 тыс. 

## Международная карьера
Уотсон играл за юниорскую сборную США до 18 лет на турнире памяти Ивана Глинки в 2009 году. Несмотря на то, что США ничего не выиграли, Остин получил от экспертов высокую оценку за выступление, установив рекорд сборной США по количеству очков в одной игре.
Уотсон  выступал за сборную США на чемпионате мира по хоккею среди юниоров 2010 года. Хотя американская команда в конечном итоге выиграла золотую медаль, Уотсон был удален за пятиминутное удаление до конца матча.
На ЧМ-2022 выступил в составе сборной США, занявшей 4-е место на турнире и набрал одно очко в 10-и матчах.

## Обвинение в домашнем насилии
16 июня 2018 года Уотсон был арестован во Франклине, штат Теннесси, по обвинению в совершении домашнего насилия. Согласно полицейскому отчету, Остин был задержан после того, как свидетель сообщил, что видел, как Уотсон «ударил» свою девушку — Дженн Гуардино, и не позволил ей оставить внедорожник пары на заправочной станции. Согласно отчету полиции, во время инцидента Уотсон и Гуардино спорили о том, что она пьет и не может присутствовать на свадьбе. Уотсон признался, что толкал Гуардино, и офицер заметил красные отметины на ее груди. Гуардино отрицала, что Уотсон прикасался к ней, но позже изменила свое заявление и сказала полиции, что он причастен к следам на ее груди. Гуардино сказала полиции, что Уотсон временами «распускает руки» и умоляла офицеров не выдвигать обвинения, опасаясь навредить карьере Уотсона в НХЛ. В протоколе полиции не уточнялось, что Остин «распускает руки». Впоследствии Уотсону было предъявлено обвинение в домашнем насилии. В полицейском отчете отмечалось, что Гуардино «очень расстроилась», когда Уотсон был взят под стражу. 
24 июля 2018 года Уотсон не оспаривал обвинение в домашнем насилии. Его приговорили к одному году условно и приказали пройти 26-недельные курсы по предотвращению случаев домашнего насилия. Нарушение условного срока могло принести Остину до года тюремного заключения. В результате его обвинения Уотсон был отстранен НХЛ от всех предсезонных игр сезона 2018/19, а также от 27 игр регулярного сезона. После обжалования его отстранения, оно было сокращено до 18 игр. 13 октября 2018 года Гуардино выступила с заявлением, в котором полностью взяла на себя вину за инцидент 16 июня, заявив, что это не было актом домашнего насилия, и что Уотсон никогда ее не ударял и не оскорблял. Она полностью объяснила этот инцидент своей проблемой с алкоголем. В публичном заявлении Гуардино извинилась перед всеми участниками, включая «Хищников» и город Нэшвилл, и поблагодарила Уотсона за поддержку.
В заявлении частично говорилось: «Мое поведение и состояние опьянения привели к тому, что в тот день к делу была привлечена полиция. Я много лет борюсь с алкоголизмом и состою в обществе анонимных алкоголиков. Мне повезло, что Остин постоянно поддерживает мое лечение. 16 июня мы плохо справились с проблемами и знаем, что нам нужно принимать более правильные решения в будущем». 

## Личная жизнь
Был рождён в Анн-Арборе в семье из десяти детей, где он был старшим. Уотсона воспитывали отец и мать - Майк и Мэри Уотсоны. В детстве посещал детройтскую католическую среднюю школу и высшую школу отца Габриэля Ричарда. Во время игры за «Уинсор Спитфайрз» учился в средней школе Святой Анны, после обмена в «Питерборо» окончил там высшую школу. Уотсон также играл за команду по гольфу школы отца Габриэля Ричарда, где они дошли до финала штата.